# Люксембург на «Евровидении-1957»
Люксембург принял участие на конкурсе на «Евровидении 1957», проходившем в Франкфурте-на-Майне, (ФРГ), 3 марта 1957 года. На конкурсе его представляла Даниэль Дюпре с песней «Amours mortes (tant de peine)», выступившая второй. В этом году страна заняла четвёртое место, разделив его с Германией, получив 8 баллов. Комментатором конкурса от Люксембурга выступил Жак Навадик (Télé-Luxembourg). Глашатаем выступил Пьер Белльмар.
Даниэль выступила в сопровождении оркестра под руководством Вилли Бергинг.
Дюпре была выбрана путём внутреннего отбора. Песня у певицы вызывала неоднозначные чувства, поэтому она её так и не записала, т.е. композиция никогда не была представлена как сингл.

## Страны, отдавшие баллы Люксембургу
Жюри каждой страны из десяти человек распределяло 10 баллов между понравившимися песнями
| Отдали Люксембургу… | Отдали Люксембургу… | Отдали Люксембургу… |
| 4 балла             | 3 балла             | 1 балл              |
| ------------------- | ------------------- | ------------------- |
| Италия              | Австрия             | Великобритания      |

## Страны, получившие баллы от Люксембурга
| 4 балла | Франция                         |
| 3 балла | Нидерланды                      |
| 1 балл  | Швейцария Италия Великобритания |